# 金南春
金南春（韓語： / 英語：，1989年4月19日—2020年10月30日）是韩国一名足球运动员。作为一名中后卫，他在韩国职业足球联赛K联赛中出场114次，踢进4球并有2次助攻。

## 职业生涯
金南春自光云大学毕业后于2013年加盟FC首尔，并在2014年8月15日在对战仁川联时首次出场。
2020年10月30日，被發現倒斃於首爾松坡區一棟大樓的停車場內。

## 荣誉奖励

### 俱乐部荣誉
- FC首尔队
  - K联赛1冠军（2016年）
  - 韩国足协杯冠军（2015年）

## 延伸阅读
- 金南春在光云大学时的采访报道，存档于（存檔日期 2014-08-26）

- 金南春加盟FC首尔时的采访报道，存档于（存檔日期 2016-03-03）